# 11791 Sofiyavarzar
A 11791 Sofiyavarzar (ideiglenes jelöléssel 1978 SH7) a Naprendszer kisbolygóövében található aszteroida. Ljudmila Vasziljevna Zsuravljova fedezte fel 1978. szeptember 26-án.